# もった
「もった」とは、鬼ごっこやかくれんぼや缶けりから派生したと見られるこどもの遊びの一種である。地域によって様々な呼び名があり、例えば滋賀県の一部では「せった」「けった」と呼ばれる。

## 遊び方
「もった」は電柱などのしっかりとした手頃な柱を中心にして二人以上で行う。
1. まず「かくれんぼ」などと同様に「鬼」を一人選ぶ。
2. 鬼は柱のもとで適当な時間を数え、その間に鬼以外の者は隠れる。
3. 数え終わると、鬼は隠れた仲間を探す。
  - 数え終わった後には、「もういいかい」と言う場合と言わない場合がある。
4. 隠れた者を見つけられたら鬼は柱に走り、「○○ちゃん『もった』」と柱に触れて宣言する。宣言されて捕まった者（これ以降「虜」と呼ぶ）はその柱のもとに留まっていなければならない。
  - 相手が目視で誰だかわかれば、どれだけ離れていても見つけたことになる。
5. 鬼が柱から離れている隙に捕まっていない者が虜に触れれば、虜は解放されて再び隠れることができる。
6. 鬼が全員を捕まえるまで4と5を繰り返す。

滋賀のルールでは掛け声は「せった」「けった」となる。上記のルールとは4まではほぼ同じである。4以降、鬼が柱から離れている隙に捕まっていない者が柱に触れ「せった」「けった」と宣言すれば鬼の負けとなり、同じ鬼のままで次のセットが始まる。逆に全員が鬼に捕まることになれば鬼の勝ちとなり、別の鬼が選ばれて次のセットが始まる。
要するに、「缶けり」の缶を柱に置き換えて細かな変更を加えたものと考えればよいだろう。